# Ісайківська волость
Ісайківська волость — історична адміністративно-територіальна одиниця Канівського повіту Київської губернії з центром у селі Ісайки.
Станом на 1886 рік складалася з 6 поселень, 6 сільських громад. Населення — 9703 осіб (4835 чоловічої статі та 4868 — жіночої), 1201 дворове господарство.
|                     | Площа, десятин | У тому числі орної, дес. |
| ------------------- | -------------- | ------------------------ |
| Сільських громад    | 9042           | 5092                     |
| Приватної власності | 339            | 212                      |
| Казенної власності  | 3751           | 2388                     |
| Іншої власності     | 229            | 152                      |
| Загалом             | 13361          | 7844                     |

Основні поселення волості:
- Ісайки — колишнє власницьке село при урочищі Мартиненковим за 59 верст від повітового міста, 2632 особи, 349 дворів, православна церква, школа, 4 постоялих будинки, лавка.
- Біївці — колишнє власницьке село, 2411 осіб, 278 дворів, православна церква, школа, 2 постоялих будинки.
- Гута — колишнє власницьке село при річці Реп'яшка, 594 особи, 77 дворів, постоялий будинок.
- Дмитренки — колишнє власницьке село при річці Реп'яшка, 729 осіб, 105 дворів, православна церква, 2 постоялих будинки, лавка, водяний млин.
- Киданівка — колишнє власницьке село, 2037 осіб, 278 дворів, православна церква, 2 постоялих будинки, 3 лавки.
- Яцюки — колишнє власницьке село, 842 особи, 114 дворів, православна церква, школа, 2 постоялих будинки, лавка.

Старшинами волості були:
- 1909—1910 роках — Єлисей Тимофійович Самойлівський[2],[3];
- 1912—1913 роках — Яким Пилипович Саленко[4],[5];
- 1915 роках — Прохор Гутник[6].